# Travelogue (The Human League)
Travelogue è il secondo album del gruppo britannico The Human League, pubblicato dalla Virgin Records nel 1980. È anche l'ultimo album pubblicato dalla formazione originale di Oakey, Ware, Marsh e Wright prima che la band si separasse.
L'album ebbe un discreto successo nelle classifiche in Gran Bretagna raggiungendo il 16º posto dopo la prima settimana di vendite, ma uscì dalla "top 40" dopo sole due settimane. L'album rientrò nelle classifiche all'inizio del 1982 dopo il clamoroso successo della band con l'album Dare e il singolo Don't You Want Me, sebbene questo successo fu il frutto di una nuova formazione e con uno stile synth pop assai diverso da quello della musica elettronica più di stampo industrial di Travelogue.
Ad eccezione del brano "Being Boiled", Travelogue fu prodotto dalla band insieme a Richard Manwaring, già tecnico del suono nello studio The Manor della Virgin. L'anno successivo, Manwaring produsse l'album Architecture and Morality per gli Orchestral Manoeuvres in the Dark.

## I brani
I brani di apertura e chiusura "The Black Hit of Space" e "WXJL Tonight" trattano ambedue temi fantascientifici. nel primo un disco diventa talmente "grande" da consumare tutti gli altri in classifica ("Black hit" come "black hole", buco nero in inglese).  "WXJL Tonight" racconta dell'ultimo programma radiofonico esistente con un presentatore vivente. Tutte le altre stazione radio sono "automatiche".
"Only After Dark" è una cover del brano originale di Mick Ronson e fu pubblicato come singolo ma solo come omaggio ad una ri-edizione del singolo del 1979 "Empire State Human". Sul lato B vi è una versione più lunga del brano strumentale di Travelogue  "Toyota City".
Anche i brani "Dreams of Leaving" e "Crow and a Baby" presentano scenari del tipo fantascientfiche.
"Gordon's Gin" è una versione di un jingle composto da Jeff Wayne per lo spot pubblicitario dell'omonimo gin.
"Being Boiled" è una nuova versione radicalmente diversa da quella pubblicata come primo singolo dal gruppo nel 1978. Questa versione fu registrata con il produttore John Leckie, ancora prima di cominciare con Travelogue con Manwaring.

## Holiday '80 EP
L'uscita dell'album fu preceduta da quella di un EP dal titolo "Holiday '80" che conteneva la nuova versione di "Being Boiled" oltre ai brani inediti "Rock 'n' Roll/Nightclubbing" (una medley di due cover), "Marianne" e "Dancevision" (brano registrato dai soli Marsh e Ware ai tempi di The Future del 1977). Questi brani sono inclusi nella riedizione di Travelogue in compact disc uscita nel 2003, oltre a Boys and Girls e Tom Baker pubblicati come singolo all'inizio del 1981 dopo la scissione.
Completano la raccolta  I Don't Depend on You e Cruel, singolo pubblicato nel 1979 sotto il nome di The Men.

## Promozione
Per promuovere l'album, a maggio del 1980 il gruppo esegue una serie di dati live in Gran Bretagna e in Nord Europa. In tutti i concerti il gruppo adopera il sistema di proiezione di diapositive da parte di Adrian Wright per accompagnare i brani eseguiti. Nella scaletta anche una cover di Perfect Day di Lou Reed.
A maggio fanno il loro debutto al popolare programma musicale della BBC Top of the Pops per eseguire in playback il brano "Rock 'n' Roll" da Holiday '80, che in quella settimana si trovava appena fuori dalle classifiche Top 40.  È l'unica volta che la formazione sarebbe apparsa sul programma, dato l'insuccesso del singolo. Oakey e Wright sarebbero tornati al programma con la nuova formazione un anno dopo con The Sound of the Crowd.

## Tracce

### Album originale
Lato A
1. The Black Hit of Space (Ware, Marsh, Oakey, Wright) – 4:11
2. Only After Dark (Richardson, Mick Ronson) – 3:51
3. Life Kills (Ware, Marsh, Oakey, Wright) – 3:08
4. Dreams of Leaving (Ware, Marsh, Oakey, Wright) – 5:52
5. Toyota City (Ware, Marsh, Oakey, Wright) – 3:21

Lato B
1. Crow and a Baby (Ware, Marsh, Oakey, Wright) – 3:43
2. The Touchables (Ware, Marsh, Oakey, Wright) – 3:21
3. Gordon's Gin (Wayne) – 2:59
4. Being Boiled (Marsh, Oakey, Ware) – 4:22
5. W.X.J.L. Tonight (Ware, Marsh, Oakey, Wright) – 4:46

### Bonus track versione CD 1988
1. Marianne (Marsh, Oakey, Ware) – 3:17
2. Dancevision (Marsh, Ware) – 2:22
3. Rock 'n' Roll/Night Clubbing (Gary Glitter, Mike Leander/David Bowie, James Osterberg) – 6:23
4. Tom Baker (Oakey, Wright) – 4:01
5. Boys and Girls (Oakey, Wright) – 3:14
6. I Don't Depend on You (Marsh, Oakey, Ware) – 4:36
7. Cruel (Marsh, Oakey, Ware) – 4:45

### Versione Canada - (LP, VL 2202)[10]
Lato A
1. Voice Of Buddha (Ware, Marsh, Oakey) – 4:20 ("Being Boiled" re-intitolato)
2. The Black Hit of Space (Ware, Marsh, Oakey, Wright) – 4:11
3. Only After Dark (Richardson, Mick Ronson) – 3:51
4. Life Kills (Ware, Marsh, Oakey, Wright) – 3:08
5. Dreams of Leaving (Ware, Marsh, Oakey, Wright) – 5:52

Lato B
1. Crow and a Baby (Ware, Marsh, Oakey, Wright) – 3:43
2. The Touchables (Ware, Marsh, Oakey, Wright) – 3:21
3. Gordon's Gin (Wayne) – 2:59
4. Rock 'N' Roll / Nightclubbing (Glitter/Leander, Bowie/Osterberg) – 6:20
5. W.X.J.L. Tonight (Ware, Marsh, Oakey, Wright) – 4:46